# Manuel Bofarull i de Palau
Manuel Bofarull i de Palau (Mataró, 21 de desembre de 1851 - Madrid, 1929) fou un advocat i polític carlí català, diputat a les Corts Espanyoles durant la restauració borbònica.
Llicenciat en dret, des del 1880 treballà com a notari i també exercí de prestador. Es va afiliar a la Comunió Tradicionalista i el 1890 fundà i president del Centre Català de Madrid, on s'havia establert. A les eleccions generals espanyoles de 1907 fou elegit diputat pel districte de Vilademuls dins les llistes de Solidaritat Catalana. De 1910 a 1911 fou senador per la província de Girona.
Va morir l'any 1929 a Madrid, on exercia de notari i de cònsol de Turquia. Fou pare de Manuel de Bofarull i Romañà.

## Obres
- Tratado completo de derecho romano (1878)
- La codificación civil en España (1888)
- La libertad social y el poder público
- Apéndice al Código Civil español